# 周學淵
周学渊（？—？），原名学植，字立之，晚号息翁，安徽东至人。清朝政治人物。

## 生平
周学渊是清朝两广总督周馥第五子。光绪二十九年（1903年）中进士，任广东候补道，后改山东奏调候补道，任宪政编查馆二等咨议官。宣统元年（1909年）交军机处存记。 光绪三十二年（1906年）任山东大学堂总监督，任职一年。1908年4月1日，山东调查局在济南成立，周学渊任山东调查局总办。
周学渊喜诗，曾和辜鸿铭等人组建诗社。

## 著作
- 著有《晚红轩诗存》
- 辑有《张李二君诗存》、《八家闻适诗选》[2]